# ليوبولد ستوكوسكي
ليوبولد ستوكوسكي (بالإنجليزية: Leopold Anthony Stokowski)‏ (و. 1882 – 1977 م) هو موزع (موسيقى)، وملحن من المملكة المتحدة، والمملكة المتحدة لبريطانيا العظمى وأيرلندا، ولد في لندن، يستخدم آلات الأرغن ذو الأنابيب، توفي عن عمر يناهز 95 عاماً، بسبب نوبة قلبية.

## التعليم
تعلم في الكلية الملكية للموسيقى ‏، وكلية الملكة ‏.

## جوائز
حصل على جوائز منها:
- جائزة غرامي للأمناء [الإنجليزية]‏ (1977).

## وصلات خارجية
- ليوبولد ستوكوسكي على موقع IMDb (الإنجليزية)
- ليوبولد ستوكوسكي على موقع الموسوعة البريطانية (الإنجليزية)
- ليوبولد ستوكوسكي على موقع مونزينجر (الألمانية)
- ليوبولد ستوكوسكي على موقع ميوزك برينز (الإنجليزية)
- ليوبولد ستوكوسكي على موقع إن إن دي بي (الإنجليزية)
- ليوبولد ستوكوسكي على موقع أول ميوزيك (الإنجليزية)
- ليوبولد ستوكوسكي على موقع ديسكوغز (الإنجليزية)
- ليوبولد ستوكوسكي على موقع قاعدة بيانات الفيلم (الإنجليزية)

- ليوبولد ستوكوسكي في قاعدة بيانات الأفلام على الإنترنت